# Nicolas Debeaumarché
Nicolas Debeaumarché, né le 24 février 1998 à Mâcon (Saône-et-Loire), est un coureur cycliste français.

## Biographie

### Carrière amateur
Nicolas Debeaumarché commence sa carrière cycliste au Vélo Sport Mâconnais, sur ses terres natales,. 
Chez les juniors (moins de 19 ans), il se distingue lors de la saison 2016 en obtenant plusieurs victoires au niveau fédéral junior. La même année, il est sélectionné en équipe de France pour les championnats du monde de Doha, où il se classe dix-septième de la course en ligne juniors. Il intègre ensuite la structure DN1 du SCO Dijon en 2017, pour ses débuts espoirs (moins de 23 ans). Dans le même temps, il obtient son baccalauréat et commence un BTS Communication. 
En 2019, il s'impose au niveau UCI sur une étape du Tour du Loir-et-Cher, au nez et à la barbe des sprinteurs. Il brille par ailleurs dans le calendrier amateur français, notamment en Coupe de France DN1. Sélectionné en équipe de France, il termine douzième et meilleur coureur tricolore de Gand-Wevelgem espoirs. À partir du mois d'août, il rejoint l'équipe WorldTour Trek-Segafredo en tant que stagiaire, et participe notamment au Tour de l'Utah. Il n'est toutefois pas recruté par la formation américaine. 
En 2021, il remporte le classement général de La SportBreizh et une étape du Tour du Pays Roannais.

### Carrière professionnelle
Il passe finalement professionnel en 2022 au sein de l'équipe continentale Saint Michel-Auber 93, après y avoir été stagiaire en fin de saison précédente. Le 30 juillet, lors de la 4e étape du Tour Alsace, il est battu d'un rien dans le sprint final mais accroche la deuxième place derrière le Luxembourgeois Arthur Kluckers. En 2023, son meilleur résultat est une quatrième place sur la Route Adélie. Il termine également à la onzième place lors de la course en ligne des Championnats de France.
À la suite de ses résultats, Debeaumarché décroche un contrat avec l'équipe World Tour Cofidis pour la saison 2024. Il participe à son premier grand tour la même année lors du Tour d'Italie 2024. Il participe également à ses premiers monuments, Milan - SanRemo et Le Tour des Flandres. En août 2024, il chute lourdement sur la troisième étape du Tour de Pologne et se fracture sept vertèbres (cervicales et thoraciques). Il est opéré des vertèbres thoraciques et hospitalisé 15 jours,, ce qui entraîne une absence de longue durée.

## Palmarès
- 2015
  - 3e du Tour de la Vallée de la Trambouze
- 2016
  - Signal d’Écouves
  - 1re étape du Tour des Portes du Pays d'Othe
  - 2e du Tour des Portes du Pays d'Othe
  - 2e de la Coupe de France juniors
  - 3e de la Nord-Charente Classic
- 2017
  - Prix de Saint-Étienne-lès-Remiremont
  - 2e de la Nocturne de Montrevel-en-Bresse
- 2018
  - Semi-nocturne de Mâcon
  - Prix de Saint-Trivier-de-Courtes
  - 2e du Grand Prix d'Onjon
- 2019
  - Champion de Bourgogne-Franche-Comté
  - Grand Prix d'Onjon
  - 4e étape du Tour du Loir-et-Cher
  - 3e de Nantes-Segré
  - 3e de Châtillon-Dijon
  - 3e du Prix de Cuiseaux
- 2020
  - 3e du Prix de la Saint-Laurent
- 2021
  - Classement général de La SportBreizh
  - 3e étape du Tour du Pays Roannais
  - 3e du Grand Prix de Fougères
- 2022
  - 3e de Châtillon-Dijon

## Résultats sur les grands tours

### Tour d'Italie
2 participations
- 2024 : 114e
- 2025 : 140e

## Classements mondiaux
| Année                                 | 2019  | 2020 | 2021  | 2022  | 2023 | 2024  |
| ------------------------------------- | ----- | ---- | ----- | ----- | ---- | ----- |
| Classement mondial                    | 2226e | nc   | 2339e | 1873e | 910e | 3390e |
| UCI Europe Tour                       | 1432e | nc   | 1561e | 1205e | nc   | nc    |
|                                       |       |      |       |       |      |       |
| Légende : nc = non classéSource : UCI |       |      |       |       |      |       |